# Red Hook Stores

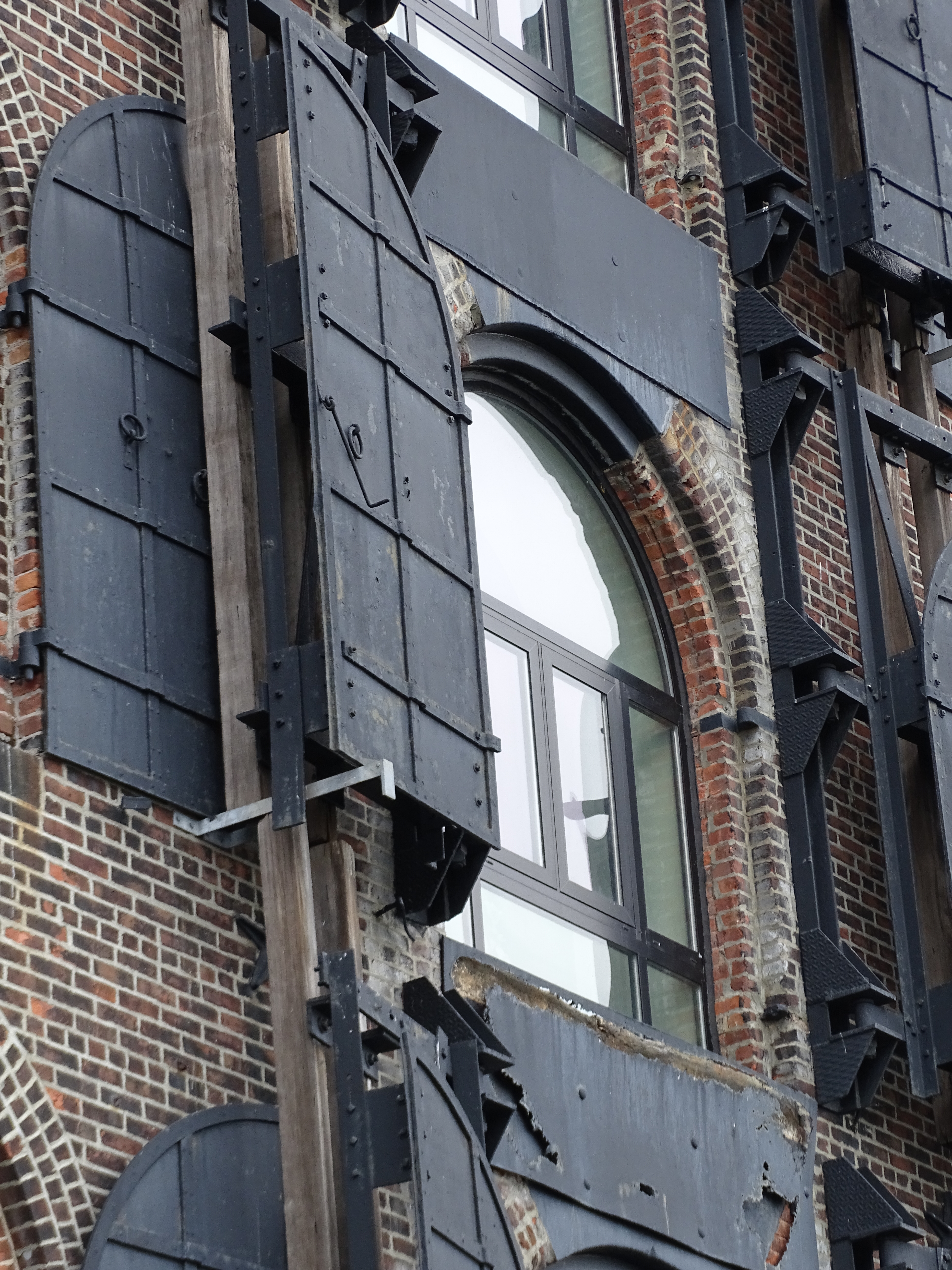
Okno a okenice na skladištní budově

Red Hook Stores, česky Sklad v Red Hook, je část komplexu několika velkých skladištních budov ve čtvrti Red Hook v Brooklynu, jednom z pěti městských obvodů New Yorku. Sklady byly postaveny v 70. letech 19. století stavitelem Williamem Beardem. Skladiště v areálu přístavu Erie Basin se nacházela v ulicích Van Brunt Street, Van Dyke Street, u mola Pier 41 i jinde. Sloužila především jako obchodní centrum pro různé komodity, zejména pak pro obchodování s bavlnou mezi bavlníkovými plantážemi na jihu a textilním průmyslem v severních státech (New York, Nová Anglie). Vrcholná doba přístavů a skladů trvala od 1870 do 1910/1920.
Dnešní budova Red Hook Stores, největší z celého skladištního klomplexu, se nachází na adrese Van Brunt Street č. 480. Budova byla postavena roku 1869 a zpočátku se jmenovala The W. Beard & Robinson Stores. Dnes je v ní umístěna pobočka velkoprodejny Fairway Market a lofty.

## Pozadí
Po vynálezu vyzrňovače bavlny 1793 stoupla její výroba z 200 000 balíků na 4 miliony balíků v roce 1860. Zakázky přicházely i z Anglie, kde přechodně existoval zákaz dovážet bavlnu z Indie - Anglie kryla 75 procent své potřeby z amerických plantáží. Na takový vzrůst obchodu s bavlnou nebyly tehdy poměrně malé přístavy v New Yorku připraveny. Alternativou se stal Red Hook na jihu Brooklynu.

## Historie
Red Hook Stores, stejně jako samotný Red Hook, je úzce spjat s irským přistěhovalcem Williamem Beardem (1806-1886). Beard začal v roce 1851 s rozšiřováním přístavu v Erie Basin. Od roku 1869 zde postavil více skladištních budov jako Beard Stores, Van Brunt Stores a další, dnešní Red Hook Stores byly ty největší. Byly používány od počátku 70. let 19. století, nejprve pro skladování různých komodit, jako je bavlna, cukr, ovoce, indigo, káva, kožešiny, dřevo, juta a další produkty, od konce 70. let 19. století však pouze pro skladování bavlny. Red Hook Stores je největší zděná stavba postavená Beardem v areálu přístavu Erie Basin, který se rychle stal nejrušnější částí přístavů v Brooklynu a New Yorku.
S nástupem odborového hnutí na konci 19. a začátkem 20. století se bavlněné mlýny posunuly více směrem na jih, kde byly nižší náklady na pracovní sílu. Kromě toho vznikla v této době konkurence v důsledku levnějšího silničního provozu. Spřádací mlýny v Anglii pak začaly opět dovážet bavlnu z Indie a Egypta. Přístavy a sklady bavlny v Red Hook začaly začátkem 20. století ztrácet na významu.

## Budova, architektura

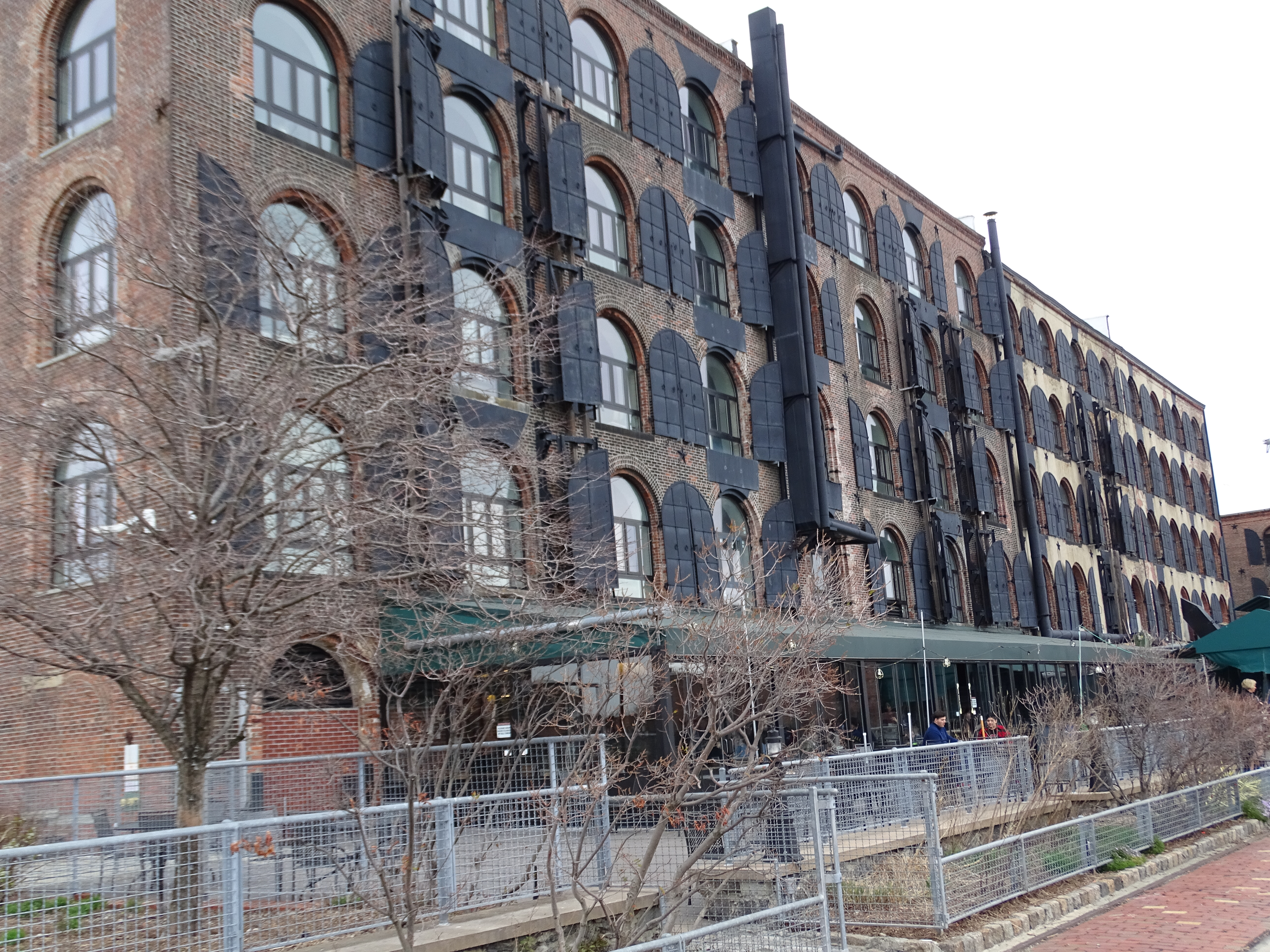
Jižní strana budovy

Plocha každého patra je 40 900 čtverečních stop, tj. kolem 3 800 m² (podle jiných zdrojů je to 52 000 čtverečních stop, tj. asi 4 830 m²). Čtyřpatrová budova má solidní vnější stěny (mezi 120 a 150 cm), nosné stěny uvnitř budovy jsou silné přibližně 60 cm. Velká okna, která umožňovala nakládku a vykládku zboží, lze uzavřít železnými okenicemi.
V minulosti došlo ke třem velkým požárům skladované bavlny (1876, 1894, 1901), mohutné zdi skladů však zabránily úplnému spálení zboží a dalšímu šíření ohně.
V roce 2006 byla budova důkladně renovována, náklady činily 25 milionů dolarů. Nezbytná modernizace techniky byla přizpůsobena charakteru téměř 140leté budovy ve stylu architektury z období občanské války. Byly zohledněny také požadavky a návrhy v oblasti ochrany životního prostředí: budova má vlastní moderní kogenerační elektrárnu na kombinovanou výrobu elektřiny a tepla, která pokrývá až 90 procent potřeby. K další renovaci došlo v roce 2012/2013 po hurikánu Sandy, který způsobil velké škody. V důsledku hurikánem vyvolaného silného přílivu zesíleného navíc slapovou sílou bylo přízemí zaplaveno do výše jednoho a půl metru.

## Red Hook Stores dnes

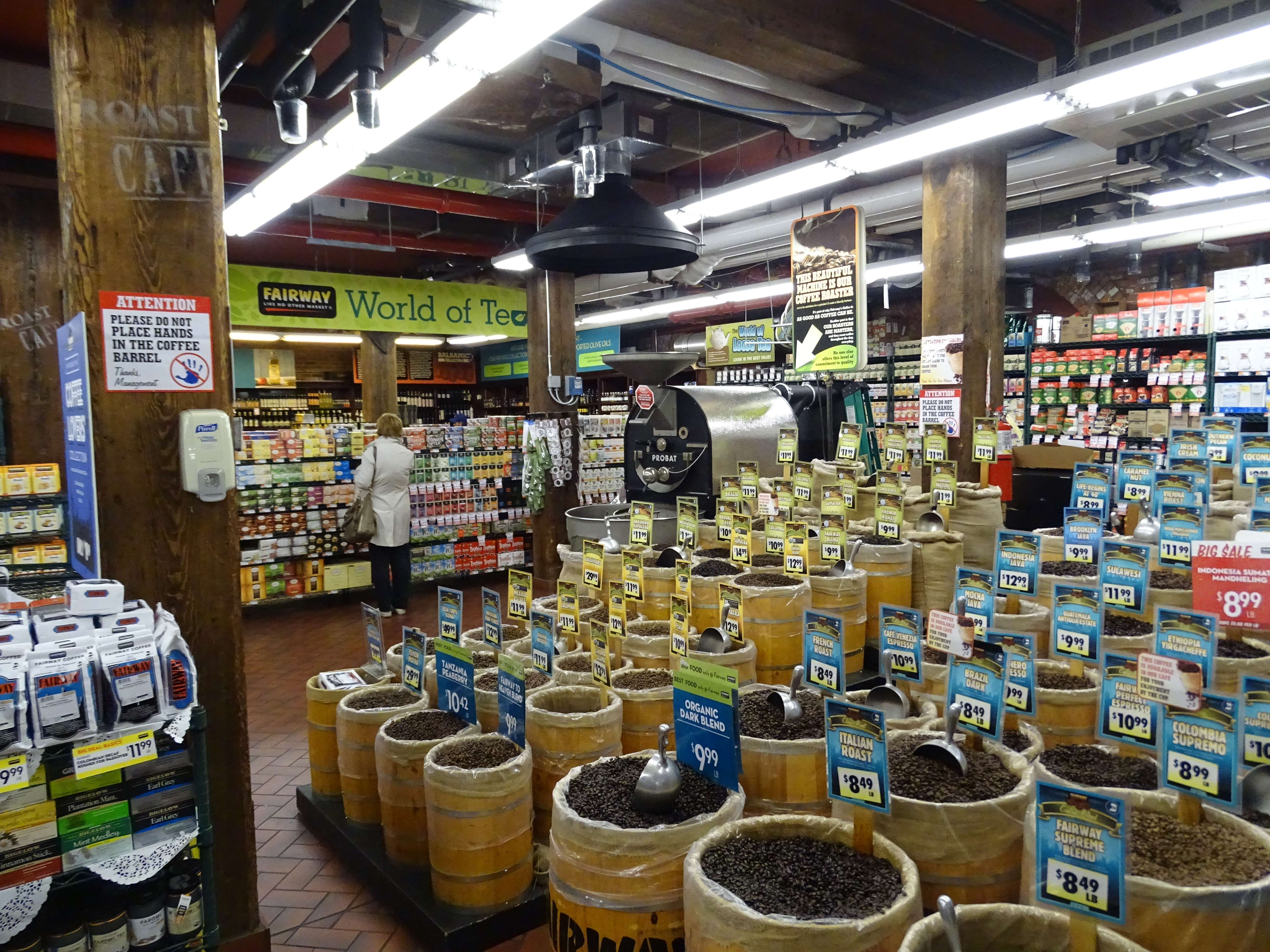
Supermarket Fairway, vnitřní pohled

Po renovaci v roce 2006 se v horních třech patrech budovy 480 Van Brunt Street nacházejí apartmány a lofty, ale také pracovní místnosti a umělecká studia. Přízemí bylo pronajato supermarketu Fairway Market, který zde otevřel v roce 2006 pobočku a brzy se vyvinul v oblíbené nákupní centrum v Brooklynu.

## Zajímavosti
Oblíbené a především rychlé a levné spojení z Manhattanu obstarává již po delší dobu tzv. „vodní taxi“, známé také jako „Ikea express shuttle“ nebo „Ikea taxi“. Tyto malé lodě spojují jižní Mannhattn s molem švédské nábytkářské firmy Ikea a zastavují i u mola Red Hook Stores.